# Massimo Stano
Massimo Stano (Grumo Appula, 27 febbraio 1992) è un marciatore italiano, campione olimpico della 20 km a Tokyo 2020, campione mondiale della 35 km a Oregon 2022 e detentore del record europeo di questa specialità.

## Biografia
Cresciuto a Palo del Colle, si è avvicinato all'atletica solo nel 2003. Ai Mondiali allievi di Bressanone del 2009 è finito 14º nella 10 km, mentre ai Mondiali juniores di Moncton si è piazzato 13º. Nel 2011 è stato tesserato dal Gruppo Sportivo Fiamme Oro. Nel 2013 ha vinto la medaglia d'argento agli Europei under 23 a Tampere e nel 2014 ha partecipato ai Campionati europei a Zurigo classificandosi terzultimo nella 20 km con 1h29'14". È stato selezionato sui 20 km per i Mondiali di Pechino del 2015,, dove è arrivato 19º, dopo aver vinto il titolo nazionale assoluto a Cassino nel 2015.
Il 4 marzo 2018 ha vinto il titolo italiano assoluto a Roma nella marcia 20 km con il tempo di 1h21'02". Due mesi dopo, a Taicang in occasione dei Mondiali di marcia a squadre, ha ottenuto la medaglia di bronzo in 1h21'33" dietro a Kōki Ikeda (1h21'13") e Wang Kaihua (1h21'22") nell'individuale e l'argento nella classifica a squadre. Nel mese di agosto, ai campionati europei di Berlino si è classificato 4º in 1h20"51 ad un secondo dal podio. L'8 giugno 2019 ha battuto il record nazionale della 20 km in 1h17'45", a La Coruña (Spagna). Il 5 agosto 2021 ha conquistato l'oro della 20 km ai Giochi olimpici di Tokyo.
Il 24 luglio 2022 si è aggiudicato l'oro nella 35 km ai campionati del mondo di Eugene, siglando il nuovo record europeo. Nei Giochi Olimpici di Parigi si classifica quarto nella 20 km e, in coppia con Antonella Palmisano, sesto nella staffetta mista di marcia. 

## Vita privata
Nel settembre 2016 ha sposato l'atleta di origini marocchine Fatima Lotfi dalla quale ha avuto due figli, Sophie e Liam. La coppia vive a Roma.

## Progressione

### Marcia 10 km
| Stagione | Tempo  | Luogo       | Data       | Rank. Mond. |
| -------- | ------ | ----------- | ---------- | ----------- |
| 2023     | 39'06" | Madrid      | 30-4-2023  |             |
| 2022     | 40'21" | Madrid      | 16-5-2022  |             |
| 2018     | 39'19" | Pescara     | 7-9-2018   |             |
| 2015     | 41'42" | Torino      | 24-7-2015  |             |
| 2014     | 42'18" | Rovereto    | 18-7-2014  |             |
| 2013     | 41'08" | Getafe      | 15-12-2013 |             |
| 2012     | 42'22" | Grottammare | 28-10-2012 |             |
| 2011     | 43'58" | Poděbrady   | 9-4-2011   |             |
| 2010     | 42'21" | Poděbrady   | 10-4-2010  |             |

### Marcia 20 km
| Stagione | Tempo    | Luogo     | Data      | Rank. Mond. |
| -------- | -------- | --------- | --------- | ----------- |
| 2024     | 1h17'26" | Taicang   | 3-3-2024  |             |
| 2023     | 1h20'07" | Poděbrady | 21-5-2023 |             |
| 2022     | 1h21'18" | Monaco    | 20-8-2022 |             |
| 2021     | 1h20'30" | Poděbrady | 16-5-2021 |             |
| 2019     | 1h17'45" | La Coruña | 8-6-2019  |             |
| 2018     | 1h20'51" | Berlino   | 11-8-2018 |             |
| 2017     | 1h22'30" | La Coruña | 3-6-2017  |             |
| 2016     | 1h25'16" | Alytus    | 20-6-2016 |             |
| 2015     | 1h22'16" | Cassino   | 29-3-2015 |             |
| 2014     | 1h23'01" | Taicang   | 4-5-2014  |             |
| 2013     | 1h25'25" | Tampere   | 10-7-2013 |             |
| 2012     | 1h30'28" | Druento   | 15-9-2012 |             |
| 2011     | 1h31'00" | Bianco    | 30-1-2011 |             |
| 2010     | 1h32'24" | Molfetta  | 12-6-2010 |             |

## Palmarès
| Anno | Manifestazione  | Sede     | Evento          | Risultato | Prestazione | Note                                     |
| ---- | --------------- | -------- | --------------- | --------- | ----------- | ---------------------------------------- |
| 2010 | Mondiali U20    | Moncton  | Marcia 10000 m  | 13º       | 43'03"58    |                                          |
| 2013 | Europei U23     | Tampere  | Marcia 20 km    | Argento   | 1h25'25"    | Miglior prestazione personale            |
| 2014 | Europei         | Zurigo   | Marcia 20 km    | 25º       | 1h29'14"    |                                          |
| 2015 | Mondiali        | Pechino  | Marcia 20 km    | 19º       | 1h22'53"    |                                          |
| 2018 | Europei         | Berlino  | Marcia 20 km    | 4º        | 1h20'51"    | Miglior prestazione personale            |
| 2019 | Mondiali        | Doha     | Marcia 20 km    | 14º       | 1h31'36"    |                                          |
| 2021 | Giochi olimpici | Tokyo    | Marcia 20 km    | Oro       | 1h21'05"    |                                          |
| 2022 | Mondiali        | Eugene   | Marcia 35 km    | Oro       | 2h23'14"    | Record dei campionati · Record europeo   |
| 2022 | Europei         | Monaco   | Marcia 20 km    | 8º        | 1h21'18"    | Miglior prestazione personale stagionale |
| 2023 | Mondiali        | Budapest | Marcia 20 km    | dnf       | dnf         |                                          |
| 2023 | Mondiali        | Budapest | Marcia 35 km    | 7º        | 2h25'59"    | Miglior prestazione personale stagionale |
| 2024 | Giochi olimpici | Parigi   | Marcia 20 km    | 4º        | 1h19'12"    |                                          |
| 2024 | Giochi olimpici | Parigi   | Staffetta mista | 6ª        | 2h53'52"    |                                          |

## Campionati nazionali
2018
- Oro ai campionati italiani assoluti, marcia 10 km - 39'19"